# 문병남
문병남(1961년 9월 23일 ~ 2025년 4월 9일)은 대한민국의 무용가이다.

## 수상
- 1986년: 문화부 장관상
- 1988년: 체육부 장관상
- 2018년: 제23회 한국발레협회상 대상